# Anisodactylus opaculus
Anisodactylus opaculus är en skalbaggsart som beskrevs av Leconte 1863. Anisodactylus opaculus ingår i släktet Anisodactylus och familjen jordlöpare. Inga underarter finns listade i Catalogue of Life.